# (100385) 1995 VP15
(100385) 1995 VP15 es un asteroide perteneciente al cinturón de asteroides, descubierto el 15 de noviembre de 1995 por el equipo del Spacewatch desde el Observatorio Nacional de Kitt Peak, Arizona, Estados Unidos.

## Designación y nombre
Designado provisionalmente como 1995 VP15.

## Características orbitales
1995 VP15 está situado a una distancia media del Sol de 2,415 ua, pudiendo alejarse hasta 2,890 ua y acercarse hasta 1,940 ua. Su excentricidad es 0,196 y la inclinación orbital 3,044 grados. Emplea 1371 días en completar una órbita alrededor del Sol.

## Características físicas
La magnitud absoluta de 1995 VP15 es 16,6.